# Marshall Harvey Stone
Marshall Harvey Stone (8 tháng 4 năm 1903 - 9 tháng 1 năm 1989) là một nhà toán học người Mỹ. Ông có nhiều đóng góp trong lĩnh vực giải tích thực, giải tích hàm và đại số Boolean.

## Tiểu sử
Marshall Harvey Stone là con trai của Harlan Fiske Stone, từng là Chánh án của Hoa Kỳ giai đoạn 1941-1946. Gia đình Marshall Stone mong muốn ông trở thành một luật sư như cha của mình. Nhưng trong khi đang theo học tại đại học Harvard ông bắt đầu say mê toán học. Năm 1926, Sonte đã hoàn thành luận án tiến sĩ về phương trình vi phân tại Harvard dưới sự hướng dẫn của George David Birkhoff. Từ năm 1925 đến năm 1937, ông tham gia giảng dạy tại đại học Harvard, đại học Yale, và đại học Columbia. Stone trở thành giáo sư chính thức tại Đại học Harvard vào năm 1937.
Trong Chiến tranh Thế giới II, Stone nghiên cứu như một thành viên của "Phòng hoạt động hải quân" (Office of Naval Operations) và "Phòng Tham mưu" (Office of the Chief of Staff) của Bộ chiến tranh Hoa Kỳ. Từ năm 1946, ông trở thành Chủ tịch của Khoa toán học tại đại học Chicago cho đến năm 1952. Ông còn tiếp tục giảng dạy tại trường đại học này cho đến năm 1968 rồi giảng dạy tại đại học Massachusetts Amherst cho đến năm 1980.
Khoa toán học đại học Chicago trước khi Stone tham gia rơi vào tình trạng ảm đạm trong khi vào đầu thế kỷ 20 đó là khoa toán tốt nhất tại Hoa Kỳ nhờ vào sự quản lý của Eliakim Hastings Moore. Marshall Harvey Stone đã vực dậy khoa toán Chicago bằng cách mời các nhà toán học xuất sắc Paul Halmos,André Weil, Saunders Mac Lane, San Antonio Zygmund và Shiing-Shen Chern.

## Thành tựu
Trong những năm 1930, Stone đã đạt được nhiều kết quả quan trọng:
- Năm 1930, ông chứng minh tính duy nhất của định lý nổi tiếng Stone-Von Neumann.
- Năm 1932, ông xuất bản một chuyên đề kinh điển dài 662 trang có tựa đề "Phép biến đổi tuyến tính trong không gian Hilbert và ứng dụng trong giải tích" giới thiệu các toán tử liên hợp. Nhiều nội dung của nó bây giờ được xem là nội dung của giải tích hàm.
- Năm 1932, ông đã chứng minh giả thuyết của Hermann Weyl trong lý thuyết phổ, dẫn đến các ứng dụng của lý thuyết nhóm trong cơ học lượng tử.
- Năm 1934, ông viết hai bài báo đặt nền tảng của lý thuyết compact hóa Stone-Čech. Lý thuyết này bắt nguồn từ những nỗ lực của ông để hiểu sâu hơn các kết quả trong lý thuyết phổ.
- Năm 1936, ông viết một bài báo dài gồm các định lý Stone cho đại số Boolean, một kết quả quan trọng trong logic toán học và đại số đại cương.
- Các định lý Stone-Weierstrass tổng quát hóa định lý Weierstrass để trên xấp xỉ những hàm liên tục đều bởi các đa thức.

Stone được bầu vào Viện Hàn lâm Khoa học Quốc gia (Hoa Kỳ) vào năm 1938. Ông là chủ tọa Hội Toán học Mỹ giai đoạn 1943-1944, và Liên minh Toán học quốc tế giai đoạn 1952-1954. Năm 1982, ông được trao Huy chương Khoa học Quốc gia.

## Các ấn phẩm
- "A comparison of the series of Fourier and Birkhoff". Trans. Amer. Math. Soc. Quyển 28 số 4. 1926. tr. 695–761. MR 1501372.
- Linear transformations in Hilbert space and their applications to analysis. New York: American Mathematical Society. 1932.[2]
- "Boolean algebras and their applications to topology". Proc Natl Acad Sci U S A. Quyển 20 số 3. 1934. tr. 197–202. PMC 1076376.
- The theory of real functions. Ann Arbor: Edwards Brothers. 1940.
- "Mathematics and the future of science". Bull. Amer. Math. Soc. Quyển 63 số 2. 1957. tr. 61–76. MR 0086013.
- Lectures on preliminaries to functional analysis. Madras: Institute of Mathematical Sciences. 1963. Notes by B. Ramachandran{{Chú thích sách}}:  Quản lý CS1: postscript (liên kết) (50 pages)

## Liên kết
- O'Connor, John J.; Robertson, Edmund F., "Marshall Harvey Stone", Bộ lưu trữ lịch sử toán học MacTutor, Đại học St. Andrews
- Marshall Harvey Stone tại Dự án Phả hệ Toán học
- Johnstone, Peter (1982). Stone Spaces. Cambridge: Cambridge University Press. ISBN 0-521-23893-5.